# Here We Are
Here We Are es el tercer sencillo de Gloria Estefan para su álbum Cuts Both Ways. Fue lanzado en la navidad de 1989, convirtiéndose en uno de los mayores éxitos de la artista.

## Información general
Este fue el tercer sencillo del álbum "Cuts Both Ways" y fue una de las muchas baladas exitosas realizada por Gloria Estefan. Como lado B fue lanzada la canción: "Don't Let the Sun Go Down on Me", que se incluyó en la versión europea, después de aparecer en el álbum "Hold Me, Thrill Me, Kiss Me". 
Como un dúo para su concierto especial de televisión "All The Way Concert," Céline Dion realiza la canción, mientras que Estefan cantó la canción de Dion, "Because You Loved Me".

## Formatos
Maxi-CD single Reino Unido
1. "Here we Are" (Album Version)
2. "Dr. Beat" (Live from the Homecoming Concert)
3. "Don't Let the Sun Go Down on Me"

## Listas
| Listas (1990)                     | Mejor posición |
| --------------------------------- | -------------- |
| Australia Singles Chart           | 10             |
| German Singles Chart              | 64             |
| Irish Singles Chart               | 7              |
| Dutch Singles Chart               | 14             |
| UK Singles Chart                  | 23             |
| U.S. Billboard Hot 100            | 6              |
| U.S. Billboard Adult Contemporary | 1 (5 semanas)  |
| U.S. ARC Weekly Top 40 Singles    | 6              |

## Certificaciones
| País      | Certificación |
| --------- | ------------- |
| Australia | Oro           |

- Datos: Q3061123